# Septorioza

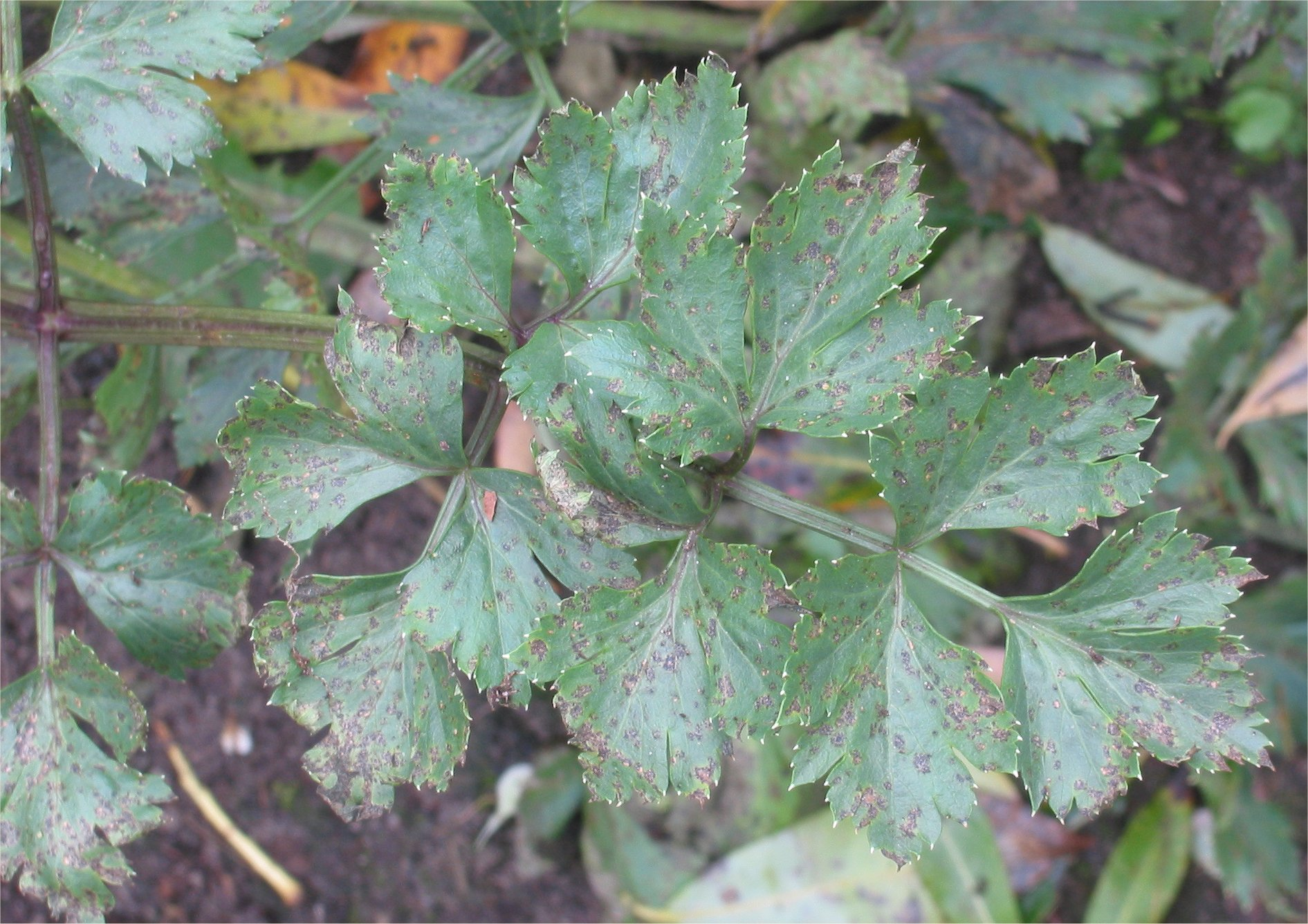
Septorioza selera

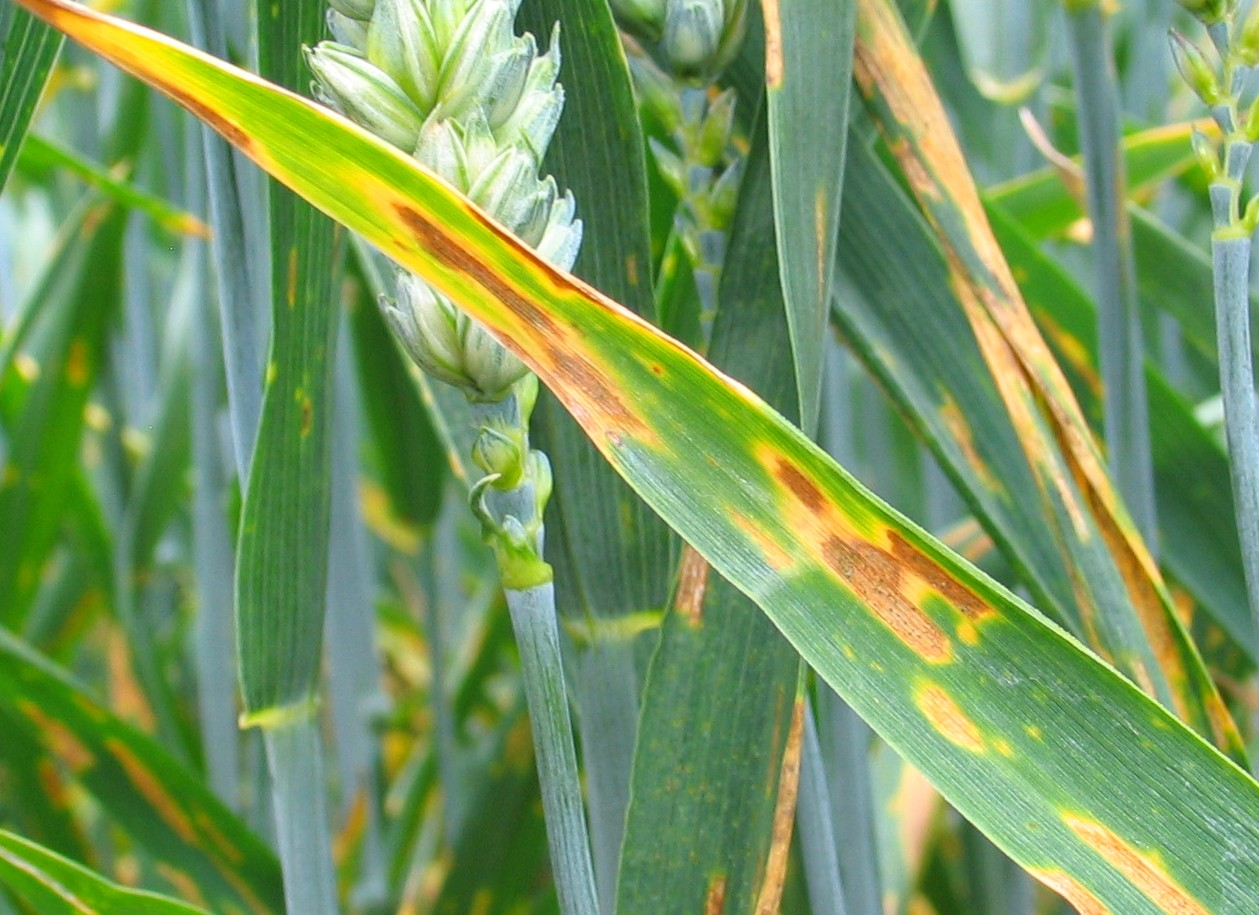
Septorioza paskowana liści pszenicy

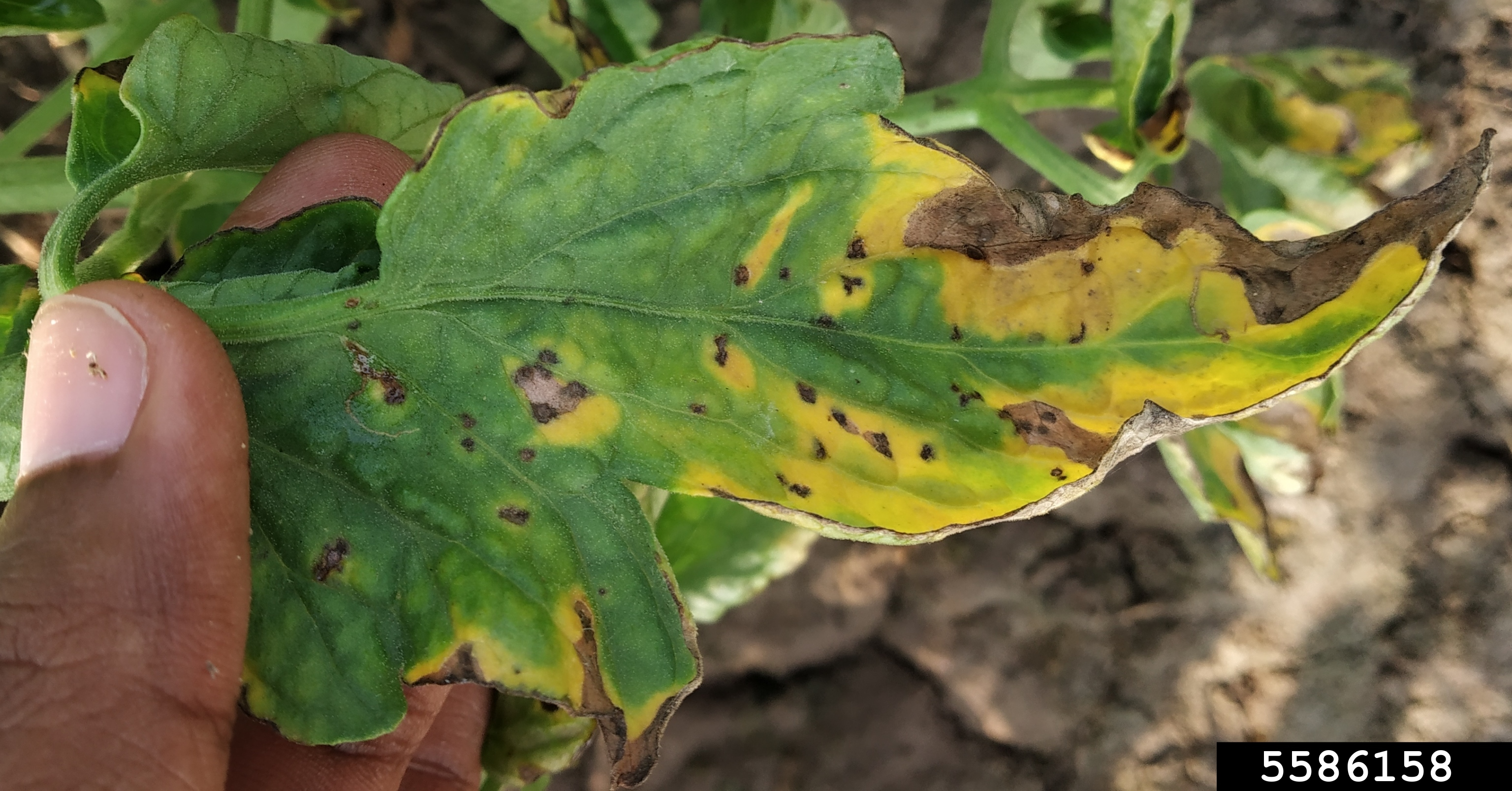
Septorioza pomidora

Septorioza – grupa grzybowych chorób roślin wywołana przez grzyby mikroskopijne dawniej zaliczane do rodzaju Septoria. Obecnie w wyniku badań molekularnych i genetycznych niektóre z tych gatunków przeniesiono do innych taksonów, często odległych filogenetycznie, tradycyjne nazwy chorób jednak zachowały się. Septoriozy występują na roślinach rolniczych, warzywach, roślinach ozdobnych, drzewach leśnych, a także na licznych gatunkach dziko rosnących roślin. Są groźnymi chorobami upraw, powodującymi duże straty gospodarcze.

## Septoriozy roślin uprawnych w Polsce
- biała plamistość liści borówki wysokiej (Septoria albopunctata)
- septorioza alstremerii (Septoria anthurii)
- septorioza anturium (Septoria anthurii)
- septorioza chryzantemy (Septoria chrysanthemella, Septoria leucanthemi, Septoria obesa)
- septorioza dyniowatych (Septoria cucurbitacearum)
- septoria floksa (Septoria phlogis, Septoria divarica)
- septorioza hortensji (Septoria hydrangea)
- septorioza konopi (Septoria cannabis)
- septorioza mieczyka (Septoria gladioli)
- septorioza liści buraka (Septoria betae)
- septorioza paskowana liści pszenicy (Mycosphaerella graminicola)
- septorioza plew pszenicy (Phaeosphaeria nodorum)
- septorioza pietruszki (Septoria petroselini)
- septorioza pomidora (Septoria lycopersici)
- septorioza różanecznika (Sphaerulina azaleae)
- septorioza selera (Septoria apiicola)
- septorioza słonecznika (Septoria helianthi)
- septorioza soi (Septoria glicynes)
- septorioza ziemniaka (Septoria lycopersici)
- septorioza żyta (Septoria secalis)[2].

## Objawy
Głównym objawem septorioz jest plamistość liści, rzadziej plamistości występują także na innych częściach roślin. Plamy występują oddzielnie, ale czasami zlewają się z sobą, zajmując dużą powierzchnię liści. W zależności od gatunku patogena plamy mogą być okrągławe, elipsoidalne, podługowate, lub wielokątne, mogą też mieć różną barwę. Czasami ograniczone są przez nerwy liścia. Często posiadają ciemniejszą obwódkę lub żółte halo. W miarę rozwoju patogena następuje nekroza tkanek liścia, wskutek czego plamy stają się coraz ciemniejsze; jasnobrązowe, brązowe, brązowo czarne. Porażone liście żółkną, a przy dużym natężeniu choroby przedwcześnie opadają. O tym, że jest to plamistość wywołana przez grzyby świadczą ciemne, drobne (o wielkości ułamków mm) grudki pyknidiów.

## Ochrona
Zapobiega się chorobie głównie poprzez niszczenie porażonych części roślin, na których zimuje patogen. W tym celu wycina się porażone części roślin oraz wygrabia i niszczy liście drzew. Duże znaczenie ma płodozmian. Powinno się zachować przynajmniej 2-letnią przerwę w uprawie roślin jednorocznych tego samego gatunku na danym polu. Badania wykazały, że zarodniki Septoria apiicola zachowują w glebie żywotność przez 12 miesięcy. Powinno się stosować zaprawianie nasion. Gdy jest to uzasadnione ekonomicznie można septoriozę zwalczać chemicznie za pomocą oprysków. Zazwyczaj zalecane do tego są preparaty miedziowe. Skuteczność zwalczania chemicznego i zaprawiania nasion jest zmienna, uzależniona od gatunku i szczepu patogena.